# Thymus michaelis
Thymus michaelis — вид рослин родини глухокропивові (Lamiaceae), поширений у Читі (Росія), Внутрішній Монголії (Китай), Монголії.

## Поширення
Поширений у Читі (Росія), Внутрішній Монголії (Китай), Монголії.